# Nesomyrmex asper
Nesomyrmex asper es una especie de hormiga del género Nesomyrmex, tribu Crematogastrini, familia Formicidae. Fue descrita científicamente por Mayr en 1887.
Se distribuye por Argentina, Bolivia, Brasil, Costa Rica, Ecuador, Guayana Francesa, Nicaragua, Panamá, Paraguay, Trinidad y Tobago y Venezuela. Se ha encontrado a elevaciones de hasta 755 metros. Habita en bosques húmedos, tropicales y semicaducifolios.